# 黃楊木蛾
黃楊木蛾（拉丁語：Cydalima perspectalis）在分類上屬於草螟科的蛾種。牠在亞洲（日本、中國、台灣、韓國、俄罗斯遠東區及印度）為本土種；而在歐洲為外來種。在歐洲，牠首先在2006年於德國被發現，然後在2007年於瑞士和荷蘭被發現，最後在2009年則於法國、大不列顛和澳洲被發現。在2011年時，黃楊木蛾於匈牙利、羅馬尼亞及土耳其第一次被發現。在斯洛伐克及比利時也陸續發現其蹤跡；在丹麥最大島西蘭的數個地點，也於2013年發現其蹤跡。
黃楊木蛾的翼展寬度為40到45公厘，每年繁殖兩到三次，幼蟲的成長期為三、四月到九月。幼蟲的食物為黃楊科（Buxaceae）樹木的嫩葉或嫩支，在整個冬天的季節，幼蟲是以卵的形態保存著。

## 對環境生態影響及蟲害防治

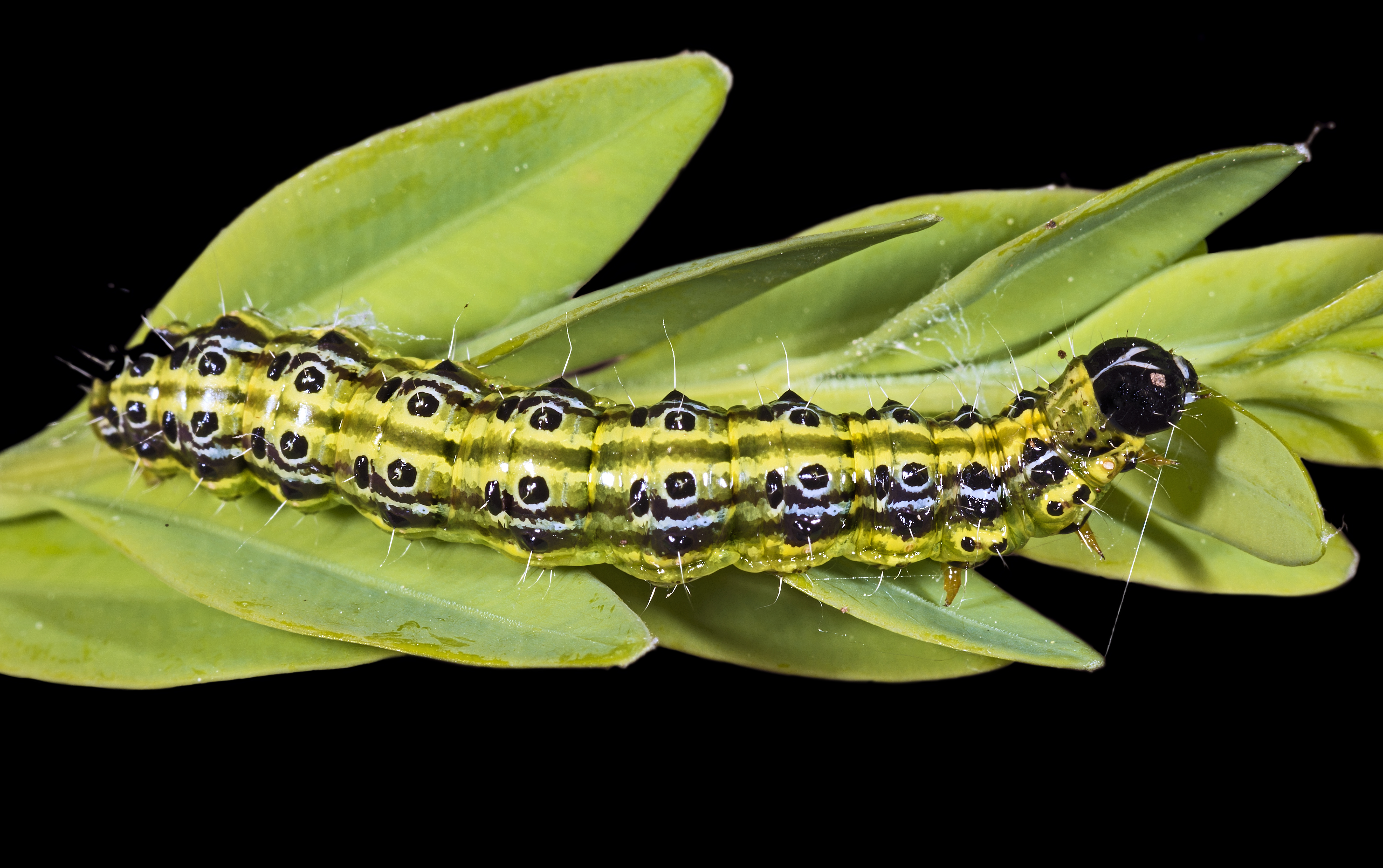
幼蟲

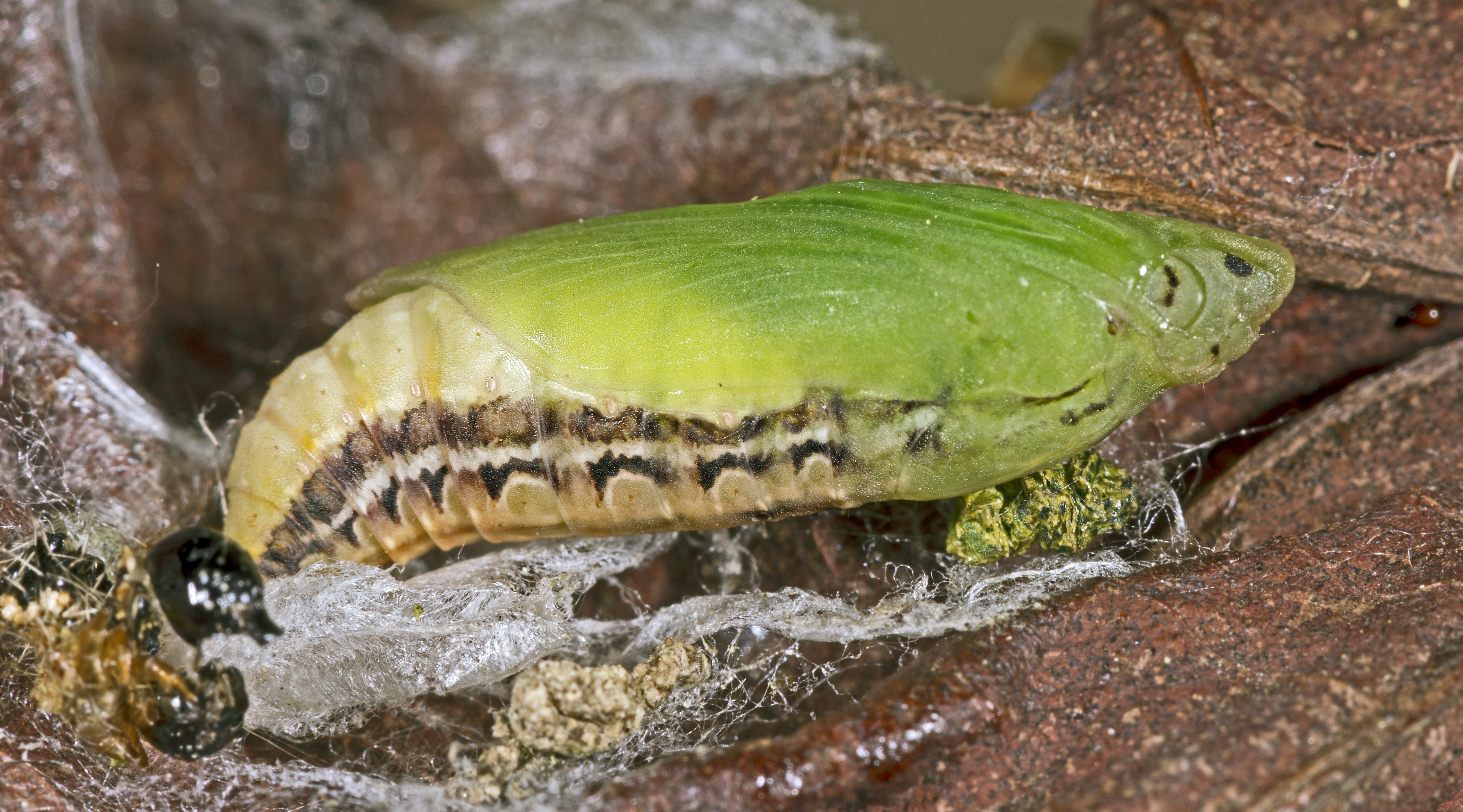
蛹

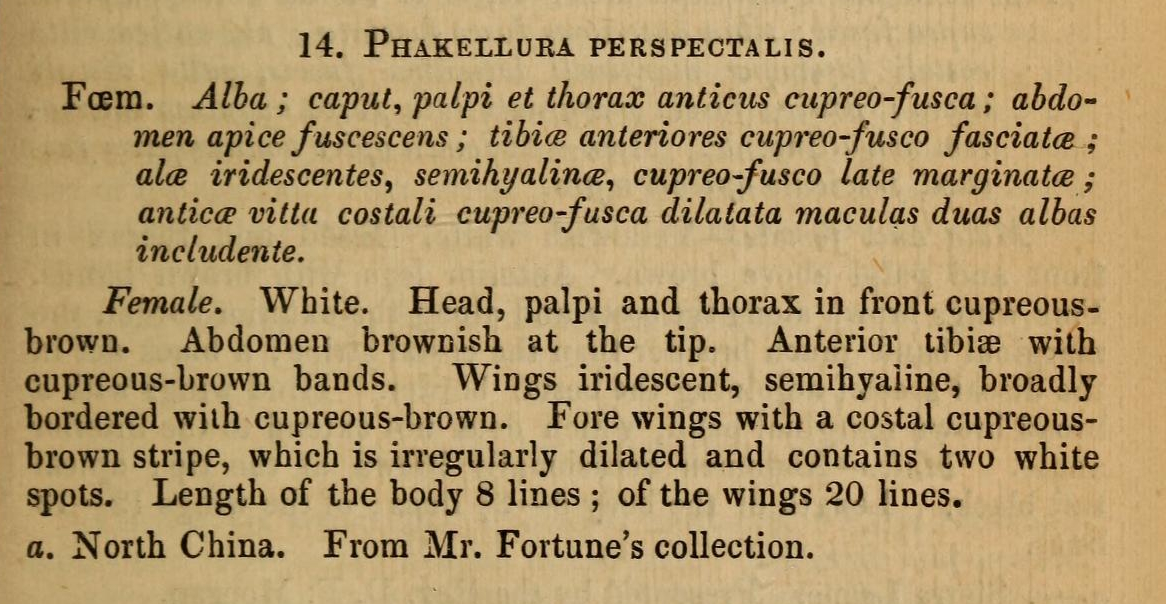
WALKER 1859 首次文獻報告

黃楊木是中國城市綠化的主要植物之一，而黃楊木蛾幼蟲則是專門吃黃楊木嫩葉的昆蟲，所有的黃楊科樹種都難倖免；黃楊木蛾在中國地區一年最多可以繁殖四代，由於其快速生長繁殖，在春季黃楊木發芽的時候，大量的幼蟲將黃楊木嫩芽吃光，造成樹木枯死，對於城市綠化工程造成很大的危害。
蟲害防治方法有兩種：農業防治及藥劑防治。

### 農業防治
以定期修剪黃楊木枝葉的方式防治蟲害。修剪其間為每年的十月之後到隔年的三月之前，此種修剪方式會讓黃楊木新葉發芽期間集中在春末及夏初，夏天以後就不會再有新的嫩葉，可讓後續的藥劑防治只要集中在春末夏初這一段期間就可以。

### 藥劑防治
通常在每年的4月20日、5月10日及5月30日左右用藥三次便可。

## 外部連結
- European Butterflies and Moths （页面存档备份，存于）
- Lepiforum e. V. （页面存档备份，存于）
- Informationen über den Buchsbaumzünsler （页面存档备份，存于）
- Images （页面存档备份，存于）